# Ernst Sieverts (Verleger)

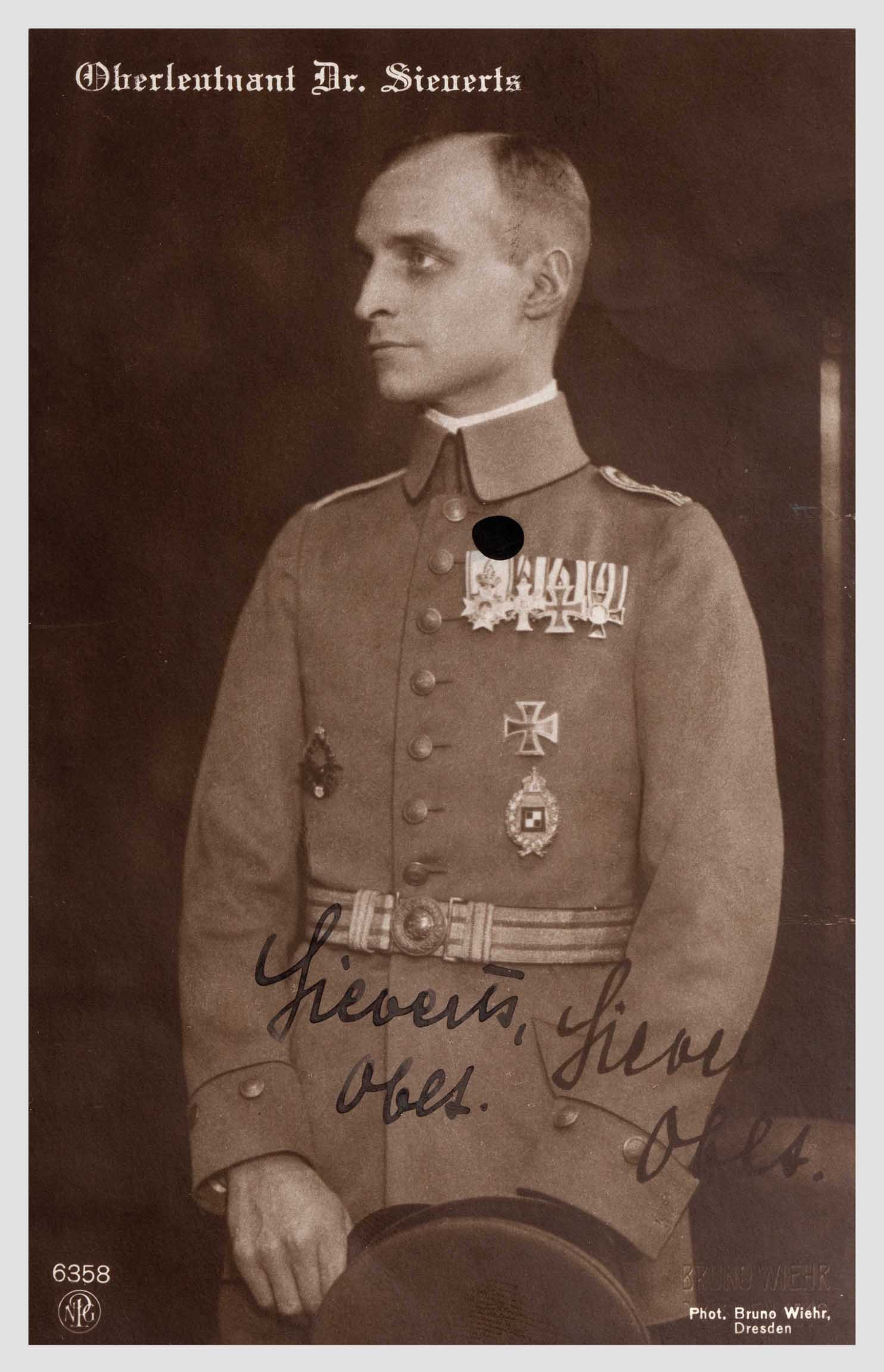
Ernst Sieverts als Oberleutnant, etwa 1918.

Ernst Sieverts (* 29. Oktober 1885 in Dresden; † 24. Januar 1944 in Frankfurt am Main) war ein deutscher Jagdflieger, Jurist und Verlagsdirektor.
Er war u. a. dekorierter Jagdflieger im Ersten Weltkrieg und Verlagsleiter sowie Hauptschriftleiter der Braunschweiger Neuesten Nachrichten.

## Leben und Tätigkeit
Ernst Sieverts war ein Sohn von Ernst Nicolaus Philipp Ferdinand Sieverts (1855–1937) und Helene, geb. von Hövel (1860–1932).
Bereits Ende 1909 war er als Reserveoffizier und Leutnant in der Sächsischen Armee beim 1. Feldartillerie-Regiment Nr. 12 eingegliedert und befand sich anschließend für sein Studium in Beurlaubung. Sieverts studierte Rechtswissenschaften. 1914 wurde er in Leipzig mit einer Arbeit Der Artikel 214 des Einführungsgesetzes zum Bürgerlichen Gesetzbuch zum Dr. jur. promoviert (Prüfungsdatum 23. März 1914).
Während des Ersten Weltkriegs wurde Sieverts zunächst beim Stab des 1. Feldartillerie-Regiments Nr. 12 eingesetzt und am 17. September 1914 bei Barry-au-Bac leicht verwundet. Später wurde er als Oberleutnant der Reserve des genannten Regiments zur Feldflieger-Abteilung 62, in welcher er mit Max Immelmann flog und welche bis Anfang 1917 bestand, an die Westfront kommandiert. Während des Kriegs absolvierte er zahlreiche erfolgreiche Flüge. Am 30. März 1916 zwang er ein britisches Flugzeug bei Wancourt bei Arras zur Landung im deutschen Frontgebiet, wobei die Besatzung in Gefangenschaft geriet. Am 29. Mai 1916 wurde er hierfür mit dem Ritterkreuz des Militär-St.-Heinrichs-Ordens ausgezeichnet. 1918 galt er als vermisst. Später gehörte er der Flieger-Ersatz-Abteilung 6 an.
Am 25. November 1918 heiratete er in Dresden Hedwig Elisabeth Therese Mund (* 1885).
Nach dem Krieg war Sieverts, mindestens seit 1925, als Verlagsdirektor der Allgemeinen Zeitung in Chemnitz tätig, erst gemeinsam mit Will Rinne, welcher dies seit 1927 war, und ab 1934 allein. Ab März 1934 wurde er zusätzlich zum stellvertretenden Beisitzer am Berufsgericht Dresden ernannt.
Ende Dezember 1935 wechselte er als Verleger und Nachfolger von Hellmuth Raabe nach Braunschweig zur Braunschweigischen Landeszeitung und zum Braunschweiger Allgemeinen Anzeiger. 1937 ist Sieverts als Verlagsleiter und gleichzeitig Hauptschriftleiter der zusammengelegten Braunschweiger Neuesten Nachrichten/Braunschweigische Landeszeitung nachweisbar. 1939 wurden unter seiner Schriftleitung z. B. die Beilagen Der Göringarbeiter, Kameraden am Steuer und, wie bei vielen anderen Zeitungen auch, Unsere Wehrmacht herausgebracht.
In der Zeit der Weimarer Republik gehörte Sieverts dem elitären Deutschen Herrenklub in Berlin an.
Anhand seiner Sterbeurkunde lässt sich feststellen, dass er als Major für eine militärische Einheit in Oberursel im Taunus geführt wurde und im Luftwaffen-Lazarett 2/XII starb.

## Ehe und Familie
Sieverts war verheiratet mit Hedda Mund. Aus der Ehe ging u. a. der Sohn Ernst hervor, der später als Architekt bekannt wurde.

## Auszeichnungen (Auswahl)
- Militär-Flugzeugbeobachterabzeichen
- Eisernes Kreuz, II. und I. Klasse
- Ritterkreuz mit Schwertern, II. Klasse, des Albrechts-Ordens
- Österreichisches Feldfliegerabzeichen (Modell 1913)

## Schriften
- Der Artikel 214 EGBGB, Dresden 1914. (Dissertation)